# تشارلز باورز
تشارلز باورز (بالإنجليزية: Charles Bowers)‏ هو رسام كارتون وممثل أمريكي، ولد في 7 يونيو 1889 في الولايات المتحدة، وتوفي بنفس المكان في 26 نوفمبر 1946.

## وصلات خارجية
- تشارلز باورز على موقع IMDb (الإنجليزية)
- تشارلز باورز على موقع أول موفي (الإنجليزية)
- تشارلز باورز على موقع قاعدة بيانات الأفلام السويدية (السويدية)
- تشارلز باورز على موقع إن إن دي بي (الإنجليزية)
- تشارلز باورز على موقع قاعدة بيانات الفيلم (الإنجليزية)
- تشارلز باورز على موقع كينوبويسك (الروسية)